# Trace (météorologie)
Pour les articles homonymes, voir Trace.
Une trace en météorologie, indique une quantité tombée de pluie, de neige ou d'autres types de précipitations qui est supérieure à zéro, mais trop minime pour être mesurée par un instrument de mesure standard comme un pluviomètre. L'Organisation météorologique mondiale (OMM) suggère une quantité de moins de 0,1 mm mais cela peut varier selon les instruments utilisés,. Une trace peut aussi indiquer une couverture nuageuse de moins de 1/10 de la voûte céleste.
La désignation d'une trace de précipitations, plutôt que zéro, est utilisée pour indiquer qu'une accumulation est tombée, mais pas suffisamment pour être mesurée de manière fiable. Ceci est important à la fois pour les prévisions météorologiques et à des fins climatologiques, car même des quantités de précipitations trop faibles pour être mesurées peuvent avoir des impacts sociaux importants. Pour ce qui est des nuages, une trace peut avoir un effet sur le bilan radiatif terrestre comparativement à un ciel complètement dégagé.

## Définition

### Précipitations

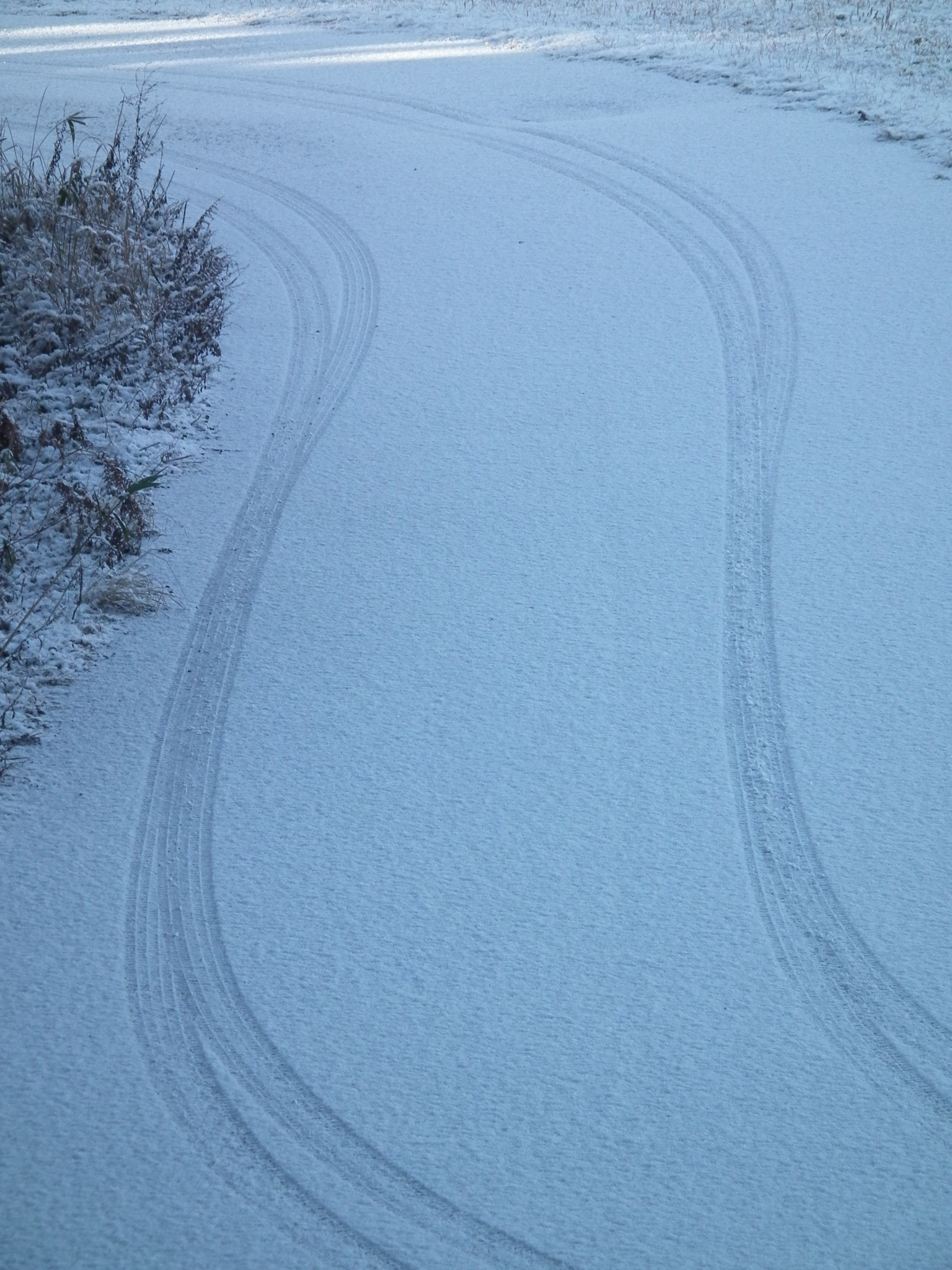
Trace de neige où on peut à peine voir les marques de pneus.

Une trace indique une quantité de précipitations supérieure à zéro, mais trop petite pour être mesurée par des unités ou des méthodes de mesure standard. Cela peut être aussi peu que quelques gouttes de pluie ou flocons de neige, ou être suffisant pour mouiller ou recouvrir le sol, mais toujours sous la résolution d'un pluviomètre ou d'un autre appareil de mesure. Il est également utilisé pour indiquer l'état du manteau neigeux lorsque la quantité de neige sur le sol est trop mince pour être mesurable avec une règle ou si moins de la moitié du sol est recouvert de neige (quelle que soit la profondeur de cette neige).
Pour les précipitations gelées mais qui fondent, comme des granules de glace alors que la température au sol est supérieure au point de congélation, il est difficile d'en donner une accumulation. Trace peut alors être utilisé et indiquer une accumulation incertaine.
Elle est généralement indiquée par une lettre majuscule "T" ou le mot "trace" dans le rapport météorologique comme un METAR mais n'est généralement pas considérée comme équivalente à une valeur numérique. Donc l'addition de plusieurs traces, lors du calcul des totaux mensuels par exemple, sera toujours considérée comme égale à une trace dans la plupart des cas.

### Nuages

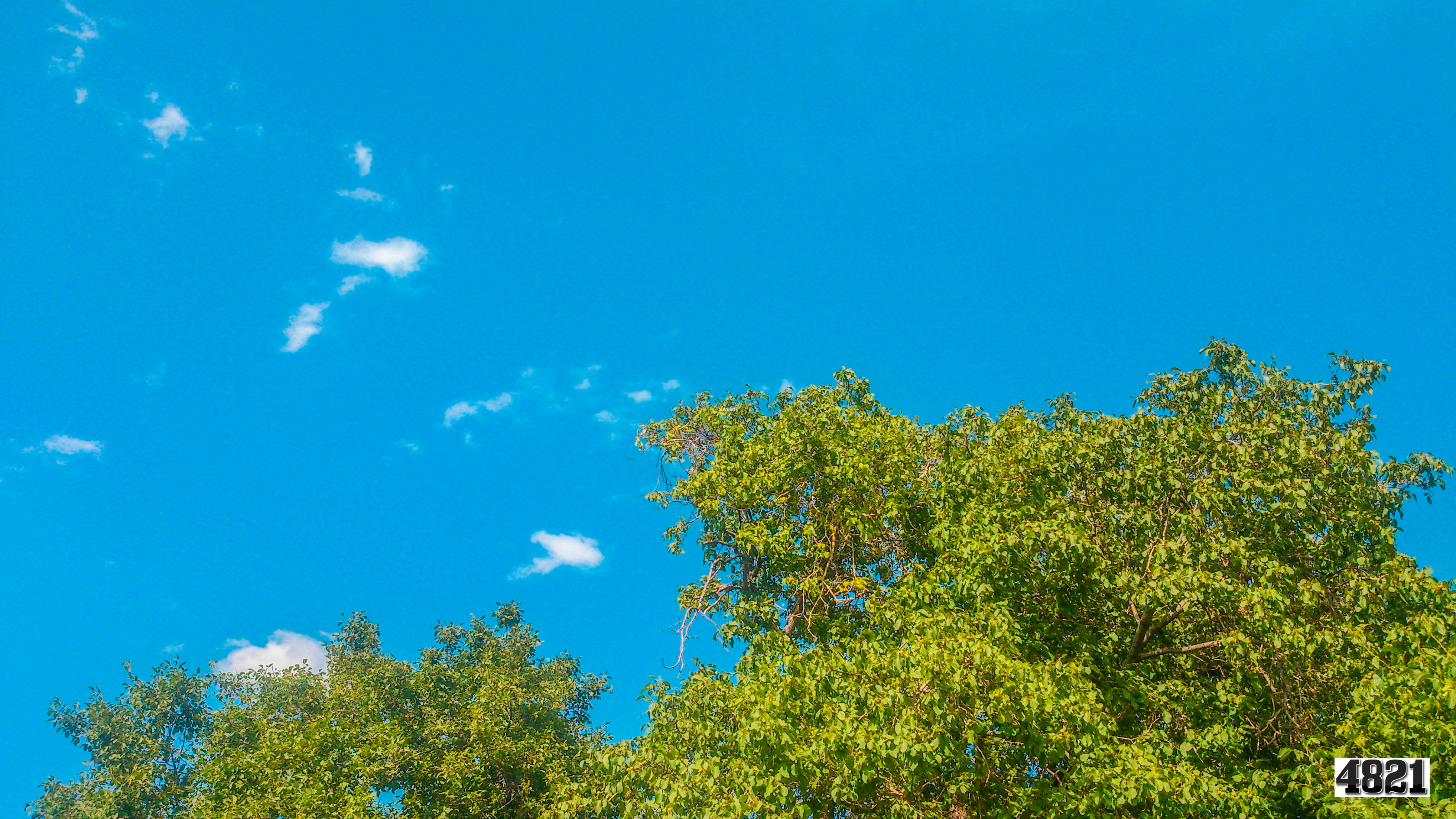
Trace de cumulus fractus.

La couverture nuageuse est rapportée en dixièmes ou en octas de la voûte céleste. Une « trace » est une étendue de moins d’un dixième ou moins d’un octas, selon le système utilisé. Dans un rapport METAR, plusieurs couches de nuages peuvent être signalées et le terme trace s'applique à une couche particulière.
L’étendue cumulative de la couverture nuageuse est la somme des étendues des diverses couches et ne tient pas compte des traces dans l'addition avec d'autres couches (ex. 7/8 d'altocumulus plus une trace de cirrus est toujours 7/8 de nuages cumulatifs).

## Valeurs

### Chute de précipitations
Selon l'OMM, une « trace » correspond à une accumulation équivalente en eau de moins de 0,1 mm. Cependant, cela peut varier avec le type d'instrument utilisé et le pays. Ainsi au Canada, une trace est définie comme moins de 0,2 mm,. Dans le cas de la neige tombée, cela correspond à un accumulation de neige de moins de 0,2 cm si la mesure est faite au sol par une règle.
Aux États-Unis, où on utilise les unités de mesure anglo-saxonnes, les précipitations liquides (pluie et bruine) et givrantes (pluie ou bruine verglaçante) sont mesurées à des intervalles de 0,01 pouce (0,25 mm) tandis que la neige, les granules de glace et la plupart des autres types de précipitations sont mesurés à des intervalles de 0,1 pouce (0,25 cm) et tout ce qui est inférieur à ces quantités est généralement appelé « trace ».

### Couvert neigeux
La mesure de l’épaisseur totale cumulative de neige sur le sol, qu’il y ait ou non eu une chute de neige, se mesure une fois par jour à l’aide de la règle à neige. Il y a des situations où le sol n’est que partiellement couvert de neige et les observateurs doivent alors faire preuve de jugement. Par exemple au printemps, lorsqu’il y a eu beaucoup de fonte et que le sol est généralement dénudé, à l’exception de congères dont l’épaisseur de neige peut atteindre plusieurs centimètres, même si le sol est essentiellement découvert. La trace correspond dans ce cas à une couverture totale moyenne de moins de 0,5 cm, ne comptant pas les congères.

## Usage
Le terme « trace » est utilisé dans deux contextes différents mais liés. Le premier concerne l'enregistrement quotidien des quantités de pluie, neige, grêle, etc. tombées à une station pour calculer les moyennes climatologiques de précipitation en un endroit. Le second est pour la vérification des prévisions météorologiques, à savoir noter s'il y a eu ou non des précipitations, même non mesurables.
Les météorologues et autres scientifiques de l'atmosphère font la distinction entre une trace et une accumulation nulle dans les prévisions et les enregistrements climatologiques pour plusieurs raisons. Premièrement, pour la pluie verglaçante et d'autres précipitations givrantes, même une trace peut entraîner des conditions dangereuses telles que des routes glissantes.
Deuxièmement, certaines régions, comme l'Arctique et les déserts, reçoivent peu de précipitations annuellement mais peuvent avoir plusieurs épisodes d'averses donnant des  « traces ». Ainsi certaines régions du nord du Canada reçoivent jusqu'à 80 % de leurs accumulations de cette façon. Cela peut conduire à des totaux irréalistes au fil du temps par rapport à la quantité réelle de neige qui est tombée. Pour résoudre ce problème, les traces de neige sont parfois traitées comme équivalentes à de petites quantités numériques (telles que 0,03 à 0,07 millimètre) à certaines fins climatologiques.